# Monkstown (Terre-Neuve-et-Labrador)
Pour les articles homonymes, voir Monkstown.
Monkstown est une petite communauté canadienne située sur la péninsule de Burin de l'île de Terre-Neuve dans la province de Terre-Neuve-et-Labrador. Elle est située sur la route 214 au sud de Davis Cove et de la route 210.

## Annexe